# Hurricane (Ofenbach & Ella Henderson)
Hurricane is een nummer van het Franse dj-duo Ofenbach en de Britse zangeres Ella Henderson uit 2021.
"Hurricane" werd in lockdown tijdens de coronapandemie opgenomen. Het nummer werd een mager succesje in Frankrijk met een 58e positie. In het Nederlandse taalgebied werd de plaat een grotere hit. In de Nederlandse Top 40 was het zeer succesvol met een 9e positie, terwijl het succes in de Vlaamse Ultratop 50 iets bescheidener was met een 31e positie.